# Paralimnophora depressa
Paralimnophora depressa är en tvåvingeart som beskrevs av Lamb 1909. Paralimnophora depressa ingår i släktet Paralimnophora och familjen husflugor. Inga underarter finns listade i Catalogue of Life.